# Srđan Dragojević
Srđan Dragojević (en serbe cyrillique : Срђан Драгојевић, né le 1er janvier 1963 à Belgrade) est un réalisateur et un scénariste serbe. Ses films des années 1990 lui ont valu le succès commercial et la faveur des critiques.

## Carrière

### Débuts
Après avoir obtenu des diplômes en psychologie et en réalisation à l'Université de Belgrade, Dragojević fait ses débuts en tant que réalisateur en 1992, avec le film Nous ne sommes pas des anges (en serbe : Mi nismo anđeli), dont il a également écrit le scénario. Cette comédie irrévérencieuse a comme décor la ville de Belgrade et raconte l'histoire d'une jeune femme enceinte d'un playboy local. Le film remporte un grand succès en ex-Yougoslavie, peu après l'éclatement du pays.
Il est ensuite engagé par Aleksandar Barišić pour écrire avec lui des textes pour la chanteuse de turbo folk Dragana Mirković. En 1994, ce travail aboutit au scénario d'une comédie musicale romantique intitulée Slatko od snova, réalisée par Vladimir Živković et devenue un classique du style camp. La même année, il écrit et réalise une comédie musique pour la télévision, Dva sata kvalitetnog programa (« Deux heures de programme de qualité »), qui est diffusée à la RTS au réveillon de 1995. En 1995, il réalise quelques épisodes de la série télé Otvorena vrata (« La Porte ouverte »).

### Succès critique
En 1996, quatre ans après son premier film, Srđan Dragojević revient au cinéma, avec un film traitant des guerres de Yougoslavie ; le film, intitulé Joli Village, Jolie Flamme (en serbe : Lepa sela lepo gore) met en scène Vanja Bulić, Biljana Maksić et Nikola Pejaković, dans une Bosnie ravagée par la guerre.
En 1998, Dragojević réalise Rane (en anglais : « The Wounds » ; en français : « Les Blessures »), un portrait sombre et critique de la Serbie de Milošević.

### Hollywood
Dragojević signe un contrat avec les films Miramax à Hollywood et il vit pendant deux ans aux États-Unis. En revanche, il est impuissant à persuader le studio de financer quelconque de ses projets, comme la comédie The Payback All-Star Revue, dont la production est annulée en 2001 à la suite d'une menace de grève de la SAG et parce que Miramax craint que la sortie du remake de Ocean's 11 ne compromette son succès au box-office.
Pendant son séjour aux États-Unis, Dragojević travaille sur la pré-production de plusieurs films de Miramax, comme Frida et Hôtesse à tout prix. De son propre aveu, il est intéressé par la mise en scène de ces deux films. En revanche, La productrice et l'actrice de Frida Salma Hayek préfére une réalisatrice pour son film et elle confie le travail à Julie Taymor ; dans le cas de Hôtesse à tout prix, Gwyneth Paltrow, la productrice et actrice du film, n'apprécie pas l'ironie que Dragojević donne au scénario et elle préfére Bruno Barreto pour la réalisation.

### Retour en Serbie
En 2003, Dragojević rentre en Serbie et se remet à réaliser des films serbes. Il tourne la suite de Nous ne sommes pas des anges, Mi nismo anđeli 2 ; sorti en 2005, le film battit tous les records de succès, en dépit d'un accueil critique mitigé.
Dans la foulée, Dragojević commence à travailler à un troisième volet de la saga Nous ne sommes pas des anges. Le film, intitulé Mi nismo andjeli 3 : Rokenrol uzvraca udarac, est coécrit par lui en collaboration avec Dimitrije Vojnov, mais il en laisse la réalisation à Predrag Pasić.
En 2008, Dragojević, en collaboration avec Stevan Koprivnica, écrit le scénario du film Carlston za Ognjenku d'Uroš Stojanović. Fin 2008, il sortit son film Saint George tue le dragon, qui avait pour cadre la Première Guerre mondiale.
Il revient sur le devant de la scène en 2011 avec La Parade, film traitant de l'homophobie et des discriminations inter-ethniques en ex-Yougoslavie. Le film est présenté à la Berlinale 2012, où il obtient plusieurs récompenses.

## Filmographie

### Comme réalisateur
- 1992 : Nous ne sommes pas des anges  (Mi nismo anđeli)
- 1994 : Dva sata kvalitetnog programa (téléfilm)
- 1995 : Otvorena vrata (série télévisée) - quelques épisodes
- 1996 : Joli Village, Jolie Flamme  (Lepa sela lepo gore)
- 1998 : Rane
- 2005 : Nous ne sommes pas des anges 2 (Mi nismo anđeli 2)
- 2008 : Saint George tue le dragon (Свети Георгије убива аждаху)
- 2011 : La Parade (Parada)
- 2014 : Holidays in the Sun (Atomski zdesna)
- 2021 : Heavens Above (Nebesa)

### Comme scénariste
- 1992 : Nous ne sommes pas des anges  (Mi nismo anđeli
- 1994 : Slatko od snova (avec Aleksandar Barišić)
- 1994 : Dva sata kvalitetnog programa (téléfilm)
- 1996 : Joli Village, Jolie Flamme  (Lepa sela lepo gore) (avec Vanja Bulić, Biljana Maksić and Nikola Pejaković)
- 1998 : Rane
- 2005 : Mi nismo anđeli 2
- 2006 : Mi nismo anđeli 3: Rock & roll uzvraća udarac (avec Dimitije Vojnov)
- 2008 : After
- 2011 : La Parade (Parada)
- 2014 : Holidays in the Sun (Atomski zdesna)

## Distinctions
- Prix Branko (1986)
- Festival international du film de Stockholm 1996 : Cheval de bronze du meilleur film pour Joli Village, Jolie Flamme
- Festival international du film de Stockholm 1998 : Cheval de bronze du meilleur film pour Rane
- Berlinale 2012 : mention spéciale du prix du jury œcuménique, prix du public, prix des lecteurs du magazine Siegessäule pour La Parade